# Küss Mich
Küss Mich – pierwszy singel promujący album 7 In Extremo.

## Spis utworów

### Wersja Podstawowa
1. Küss Mich (Radio Vox Edit)
2. Küss Mich (Album Version)
3. Küss Mich (Clawfinger Remix)
4. Königin

### Wersja DVD
1. Küss Mich (Radio Vox Edit)
2. Küss Mich (Album Version)
3. Küss Mich (Clawfinger Remix)

- Küss Mich (Video)
- Making Of "Küss Mich"
- Interview